# Last Party 2000
Last Party 2000 es un documental estadounidense de 2001, dirigido por Rebecca Chaiklin y Donovan Leitch Jr., musicalizado por Sabina Sciubba, en la fotografía estuvieron Kevin Ford, Luke Geissbuhler, C.B. Smith y Ben Weinstein, los protagonistas son Philip Seymour Hoffman, Ben Harper y Noam Chomsky, entre otros. Esta obra fue realizada por Camouflage Productions Inc. y Palisades Pictures, se estrenó el 2 de noviembre de 2001.

## Sinopsis
Trata sobre las elecciones presidenciales de Estados Unidos de 2000. Se investiga la condición de la democracia del país, los inconvenientes que surgen en el este proceso político característico y algunas cuestiones que no se solucionan. Además, se cuestiona si hay alguna diferencia verdadera entre demócratas y republicanos.